# Chi Biệt gia
Chi Biệt gia (danh pháp khoa học: Bergia) là một chi thực vật có hoa trong họ Elatinaceae.

## Loài
Chi Bergia gồm các loài:
- Bergia ammannioides
- Bergia aquatica
- Bergia auriculata
- Bergia capensis
- Bergia decumbens
- Bergia glutinosa
- Bergia henshallii
- Bergia pedicellaris
- Bergia pentherana
- Bergia perennis
- Bergia polyantha
- Bergia pusilla
- Bergia serrata
- Bergia suffruticosa
- Bergia texana